# Harry Steel
Harry Dwight Steel (East Sparta, 18 aprile 1899 – London, 8 ottobre 1971) è stato un lottatore statunitense, specializzato nella lotta libera.

## Palmarès

### Olimpiadi
- 1 medaglia:
  - 1 oro (Parigi 1924 nella lotta libera, pesi massimi)